# Baladas en Español
Baladas en Español je album švedskog sastava Roxette. Sve pjesme su s prošlih albuma i prevedene su na španjolski jezik. Singlovi s albuma su "Un día sin ti" i "No sé si es amor".

## Popis pjesama
Sve pjesme napisao je i uglazbio Per Gessle, osim gdje je drugačije navedeno.
1. "Un día sin ti" ("Spending My Time")
2. "Crash! Boom! Bang!"
3. "Directamente a ti" ("Run to You")
4. "No sé si es amor" ("It Must Have Been Love")
5. "Cuanto lo siento" ("I'm Sorry")
6. "Tímida" ("Vulnerable")
7. "Habla el corazón" ("Listen to Your Heart")
8. "Como la lluvia en el cristal" ("Watercolours in the Rain")
9. "Soy una mujer" ("Fading Like a Flower (Every Time You Leave)")
10. "Quiero ser como tú" ("I Don't Want to Get Hurt")
11. "Una reina va detrás de un rey" ("Queen of Rain")
12. "El día del amor" ("Perfect Day")